# 五十嵐美鈴
五十嵐 美鈴（いがらし みすず、1953年5月3日 - ）は、日本の女優。神奈川県出身。東京俳優生活協同組合所属。

## 人物
身長161cm。体重41kg。血液型はA型。
東宝芸能アカデミー別科演劇科卒。
女優・五十嵐五十鈴は双子の姉に当たる。

## 出演

### テレビドラマ
NHK
- 風と雲と虹と（1976年）
- 七瀬ふたたび（1979年）
- マー姉ちゃん（1979年） - 三郷ミチ 役
- 続・続 事件 月の景色（1980年）
- 翔ぶが如く（1990年）

日本テレビ
- 白い牙（1974年）
- おんな浮世絵・紅之介参る!（1975年）
- 俺たちの旅（1976年）
- 新五捕物帳（1977年）
- 大都会 PARTII
  - 第35話「危機迫る賭け」（1977年）
  - 第50話「射殺命令」（1978年）
- 熱中時代
  - 第1シリーズ（1978年）
  - 第2シリーズ（1980年）
- 熱中時代・刑事編 第12話「熱中チーム九回逆転」（1979年） - アナウンサー
- 太陽にほえろ!
  - 第363話「13日金曜日 ボン最期の日」（1979年）
  - 第575話「向い風」（1983年） - 大井夫人
  - 第681話「それでも貴方は女なの!」（1986年）
  - 第702話「教室」（1986年）
- 西遊記II 第11話「毒キノコ 集団記憶喪失」（1980年）
- 天まであがれ!（1982年）
- パパになりたかった犬（1984年）
- 銭形平次（風間杜夫版）（1987年）
- 怖い日曜日（1999年）

TBS
- 華麗なる一族（1974年）
- 高原へいらっしゃい（1976年）
- 薪能（1977年）
- 七人の刑事（1979年）
- Gメン'75 第213話「ニューカレドニアの逃亡者」（1979年） - 国友商事社員
- 不毛地帯（1979年）
- 沿線地図（1979年）
- 女たちの忠臣蔵（1979年）
- 赤い魂（1980年）
- ウルトラシリーズ
  - ウルトラマン80 第36話「がんばれ! クワガタ越冬隊」（1980年） - アナウンサー
  - ウルトラマンマックス 第13話「ゼットンの娘」（2005年） - 花屋
- 夢かける女（1985年）
- うちの子にかぎって… 2（1985年）
- さようならことしの愛（1985年）
- 放浪（1986年）
- マンションの鍵貸します（1986年）
- 愛人マンション（1987年）
- 誘惑（1990年）
- 友達の恋人（1997年）
- Sweet Season（1998年）
- 恋の神様（2000年）
- ワンダフル恐怖ストーリー 040（2000年）
- 百年の物語（2000年）
- 渡る世間は鬼ばかり

フジテレビ
- 愛のはじまるとき（1973年） - レギュラー
- 江戸の旋風（1975年）
- たぬき先生騒動記（1976年） - 弓子
- 女の足音（1976年）
- 江戸の激斗（1979年）
- 銭形平次（1980年）
- 江戸の朝焼け（1980年）
- どっきり花嫁-わが母 与謝野晶子-（1982年）
- 車影、死者の使い（1988年）
- 世にも奇妙な物語 春の特別編（1992年）
- 金曜エンタテイメント
  - 美味しんぼ（1994年）
  - スチュワーデス刑事 1（1997年）
  - 年の差カップル刑事 2（2001年）
- 冬の輪舞（2005年）
- トップキャスター（2006年）

テレビ朝日
- 特別機動捜査隊（1969年）
- イナズマンF 第19話「イナズマン デスパー軍団に入隊す!!」（1974年） - 主婦
- ザ・カゲスター 第20話「極悪怪人ベアーコング・コピー作戦!」（1976年） - 冬子のコピー人間
- 俺はあばれはっちゃく（1979年）
- 電子戦隊デンジマン 第10話「魔法料理大好き!?」（1980年） - 花屋
- 特捜最前線
  - 第262話「紅い爪!」（1982年）
  - 第367話「六本木ラストダンス!」（1984年）
  - スペシャル 「疑惑のXデー・爆破予告1010!」（1985年）
  - 第487話「侮られた夫の殺意・殺したい程憎い妻!」（1986年）
- 西部警察 PART-III（1984年）第44話「幻の銀バッジ」 - 秋本の妻
- メタルヒーローシリーズ
  - 特警ウインスペクター 第47話「億ションの甘い罠」 - 手塚律子（1990年）
  - 特救指令ソルブレイン 第48話「今日もいないパパ」 - 北山友子（1991年）
- ツインズ教師（1993年）
- はぐれ刑事純情派VI（1993年）
- 土曜ワイド劇場
  - 新・法医学教室の事件ファイル 1（1994年）
- はみだし刑事情熱系 PART4（1999年）
- バーテンダー（2011年）

テレビ東京
- 大江戸捜査網 第3シリーズ（1976年）
- 事件・市民の判決（1996年）
- 美に生きる

東海テレビ
- あかんたれ（1977年）

### バラエティ
- 明るいなかま - レギュラー
- ミニ英会話・とっさのひとこと
- よい国（1994年） - フィフティハリケーンシスターズ（レギュラー）
- 日本レポート
- 夢用絵の具

### 吹き替え
- 片腕カンフー対空とぶギロチン（シャオティエン）

### 映画
- 催眠（1999年）